# Coram-Relation
Coram-Relation ist ein von dem Theologen Gerhard Ebeling gefundener und geprägter Begriff, der damit Martin Luthers Denken von Grund auf charakterisieren will. Dabei geht es um die Situation des Menschen angesichts (lateinisch coram) Gottes und angesichts der Welt und zugleich um einen relational-ontologischen Gegenentwurf zur Substanzontologie.

## Die Präposition „coram“
Die Wahl einer Präposition, an die sich seine Überlegungen anschließen, begründet Ebeling darin, dass die Präposition als ein Verhältniswort die „geeignete grammatische Form“ sei, um eine relationale Ontologie auszudrücken – wohingegen für die Substanzontologie die Form des Substantivs maßgebend sei.
Die lateinische Präposition coram setzt sich zusammen aus con (in) und ōs (Gesicht) – daher die Übersetzung mit „angesichts“ –  und drückt eine „Relation der Nähe“ aus. Das Griechische und vor allem das Hebräische besitzen gleich strukturierte Äquivalente, nämlich ἐναντίον bzw. ἐνώπιος und בעיני al-pene bzw. לפני liphne. Dabei ist im Hebräischen das „Sein im Angesicht von“ tiefer in der Sprache verwurzelt als in Griechischen und Lateinischen. Da coram sowohl mit „im Angesicht von“ als auch mit „in Gegenwart von“ übersetzt werden kann, hat die Präposition einen sowohl räumlichen als auch zeitlichen Charakter.
Ebeling begründet die Wahl der Präposition coram damit, dass sie einerseits in der biblischen Tradition eine spezifische Verwendung finde und dass sie andererseits allein auf personale Wechselbeziehungen anwendbar sei.

## Verwendung
Als charakteristisch für die coram-Relation betrachtet Ebeling das Sehen und Gesehenwerden bzw. das Erkennen und das Erkanntwerden. So sei der Mensch dem Urteil ausgesetzt. In der coram-Relation vollziehe sich das Geschehen der Wahrheit.
So verweist Ebeling auf Luther, dass der Sünder nicht dadurch bestimmt sei, dass er in Sünde ist, sondern dass er dadurch zum Sünder werde, wenn er sich selber als Sünder erkenne. Oder: Nur derjenige, der das eheliche Leben erkenne, könne darin ohne Mühe leben – ehelich zu sein allein reiche nicht aus.
Ebeling findet bei Luther vier verschiedene coram-Relationen. Diese sind:
- coram deo (vor Gott)
- coram meipso (vor mir selbst)
- coram hominibus (vor den Menschen)
- coram mundo (vor der Welt). Dieses ist nahezu identisch mit coram hominibus.

Diese coram-Relation betrachtet Ebeling außerdem als zentral für das Verständnis der  Zwei-Reiche-Lehre.